# Louise de La Vallière
Françoise Louise de La Baume Le Blanc de La Vallière (ur. 6 sierpnia 1644 w Turenii, zm. 6 czerwca 1710 w Paryżu) – faworyta króla Francji Ludwika XIV.

## Życiorys
Urodziła się jako córka oficera Laurenta de La Baume Le Blanc (który przyjął nazwisko od małego majątku ziemskiego pod Amboise) i Françoise Le Provost. Ojciec Ludwiki zmarł w 1651, a jej matka cztery lata później wyszła za mąż za Jacques'a de Courtarvel, markiza de Saint-Rémy, i dołączyła do dworu księcia orleańskiego Gastona w Blois. Tam Ludwika wychowała się wraz z córkami Gastona z jego drugiego małżeństwa: przyszłą wielką księżną Toskanii, księżną Alençon i księżną Sabaudii. Po śmierci Gastona wdowa po nim przeniosła się do Paryża i zabrała ze sobą córki i Ludwikę. Tam dzięki wstawiennictwu kuzynki Madame de Choisy Ludwika została damą dworu Henrietty Anny Stuart, żony księcia Orleanu Filipa i szwagierki króla Ludwika XIV.
W 1661 została kochanką króla francuskiego Ludwika XIV. Związek z królem wzbudził kontrowersje wśród członków dworu i duchowieństwa. 24 lutego 1662 Ludwika opuściła dwór i udała się do klasztoru wizytek w Chaillot. Za wstawiennictwem króla wkrótce wróciła na dwór francuski. Pod koniec marca 1663 zaszła w ciążę. 19 grudnia 1663 w swym paryskim domu urodziła w tajemnicy syna. Chłopiec został wywieziony z dala od matki przez królewskiego ministra Jeana-Baptiste Colberta i jego żonę, ochrzczony jako Charles i zarejestrowany pod fałszywym nazwiskiem. Dziecko zmarło dwa lata później. 7 stycznia 1665 na świat przyszedł kolejny syn Ludwiki i Ludwika, Filip, który również zmarł w niemowlęctwie. 2 października 1666 La Vallière wydała na świat córkę Marię Annę, późniejszą księżnę Conti. Wkrótce miejsce Ludwiki u boku króla zajęła Françoise-Athénaïs de Rochechouart, markiza de Montespan. W tym czasie La Vallière urodziła swoje ostatnie dziecko. 17 listopada 1667 w Saint-Germain-en-Laye na świat przyszedł Ludwik, hrabia Vermandois.
Po rozstaniu z Ludwiką król nadał jej posiadłość Vaujours i uznał dzieci, które mu urodziła. Po kilku latach starań o odzyskanie utraconej pozycji Ludwika schroniła się w klasztorze Najświętszej Marii Panny w Chaillot. Król polecił jednak ministrowi Colbertowi, aby sprowadził ją na dwór. Sypialnia La Vallière była połączona z sypialnią markizy de Montespan, aby dwór myślał, że król nadal sypia z La Vallière. Wkrótce król pozwolił La Vallière opuścić dwór. 2 czerwca 1674 została karmelitanką i przyjęła imię Ludwiki od Miłosierdzia.